# Frederik Due
 Der er flere personer med dette navn, se Frederik Due (fodboldspiller).
Frederik Gottschalck Haxthausen Due (født 14. april 1796 i Trondhjem, død 16. oktober 1873 i Kristiania) var en norsk statsminister.

## Liv og gerning
Efter som ung artilleriløjtnant at have deltaget i felttoget i 1814 blev han efter Norges og Sveriges forening i 1815 adjutant hos daværende arveprins Oskar og vandt i kort tid såvel hans som hans fader  Karl Johans venskab og særlige yndest ved sit belevne væsen og sin færdighed i at tale fransk. Han gjorde nu en så hurtig karriere, at han allerede i sommeren af 1822 blev major i armeen og, i efterfølgende efterår, chef for den norske statsrådsafdelings kancelli i Stockholm med titel af statssekretær. Denne stilling var i den tid overordentlig vigtig og indflydelsesrig, idet statssekretæren på grund af sin færdighed i det franske sprog foredrog alle norske anliggender og ekspeditioner for kong Karl Johan på tomandshånd uden konstitutionelt ansvar, hvorefter kongen i al korthed afgjorde sagerne i statsrådet, hvis fleste medlemmer ikke talte fransk, så at Due måtte fungere som tolk. Til stor ros for den unge hofmand er det blevet sagt af indviede mænd, at han aldrig misbrugte sin indflydelsesrige stilling. 
Den 27. februar 1841 blev han statholder Løvenskiolds eftermand som norsk statsminister i Stockholm, efter anbefaling af alle de fire norske statsråder, hvem det høje embede først var blevet tilbudt, og hilset med bifald af samtidens demokratiske presse i Norge som den første borgerlige statsminister efter foreningen med Sverige. Ved sine personlige egenskaber blev han også i stand til at optræde som den ofte nødvendige fredsmægler lige over for Karl Johans hurtig opblussende heftighed, også mod statsrådets medlemmer, og her kom hans sprogevne ham godt til hjælp, idet han som tolk til tvende sider forstod behændig at glatte og mildne både ord og skarpe kanter. 
Den høje yndest, han havde stået i hos Karl Johan, bevarede han også hos hans søn og efterfølger Oskar I. I december 1858 ombyttede Due sin stilling i Stockholm med posten som de forenede rigers sendebud i Wien, hvilken stilling han beklædte til oktober 1871, da han søgte afsked fra statstjenesten og derpå bosatte sig først i København, senere i Kristiania. 

## Familie
Hans hustru Alette Wilhelmine Due, født Sibbern (født på Værne Kloster 28. februar 1812, død i Kristiania 7. maj 1887, søster til statsminister Georg Sibbern), en ved skønhed, fin takt og rig musikalsk begavelse lige udmærket kvinde, har sat musik til adskillige digte og skrevet flere småting for piano, hvoraf dog blot enkelte valse og romancer er trykte.